# Chironomus plumatisetigerus
Chironomus plumatisetigerus är en tvåvingeart som beskrevs av Tokunaga 1964. Chironomus plumatisetigerus ingår i släktet Chironomus och familjen fjädermyggor. Inga underarter finns listade i Catalogue of Life.